# Наземное лазерное сканирование
Наземный лазерный сканер (НЛС) — это съёмочная система, измеряющая с высокой скоростью (от нескольких тысяч до миллиона точек в секунду) расстояния от сканера до поверхности объекта и регистрирующая соответствующие направления (вертикальные и горизонтальные углы) с последующим формированием трёхмерного изображения (скана) в виде облака точек.

## Сущность наземного лазерного сканирования и его преимущества
Система наземного лазерного сканирования состоит из НЛС и полевого персонального компьютера со специализированным программным обеспечением. НЛС состоит из лазерного дальномера, адаптированного для работы с высокой частотой, и блока развертки лазерного луча. В качестве блока развёртки в НЛС выступают сервопривод и полигональное зеркало или призма. Сервопривод отклоняет луч на заданную величину в горизонтальной плоскости, при этом поворачивается вся верхняя часть сканера, которая называется головкой. Развёртка в вертикальной плоскости осуществляется за счёт вращения или качания зеркала.
В процессе сканирования фиксируется направление распространения лазерного луча и расстояние до точек объекта. Результатом работы НЛС является растровое изображение — скан, значения пикселей которого представляют собой элементы вектора со следующими компонентами: измеренным расстоянием, интенсивностью отражённого сигнала и RGB-составляющей, характеризующей реальный цвет точки. Для большинства моделей НЛС характеристики реального цвета для каждой точки получается с помощью неметрической цифровой камеры.
Другой формой представления результатов наземного лазерного сканирования является массив точек лазерных отражений от объектов, находящихся в поле зрения сканера, с пятью характеристиками, а именно пространственными координатами {\displaystyle (x,y,z)}, интенсивностью и реальным цветом.
В основу работы лазерных дальномеров, используемых в НЛС, положены импульсный и фазовый безотражательные методы измерения расстояний, а также метод прямой угловой развёртки (триангуляционный метод).

### Принцип действия наземных лазерных сканеров

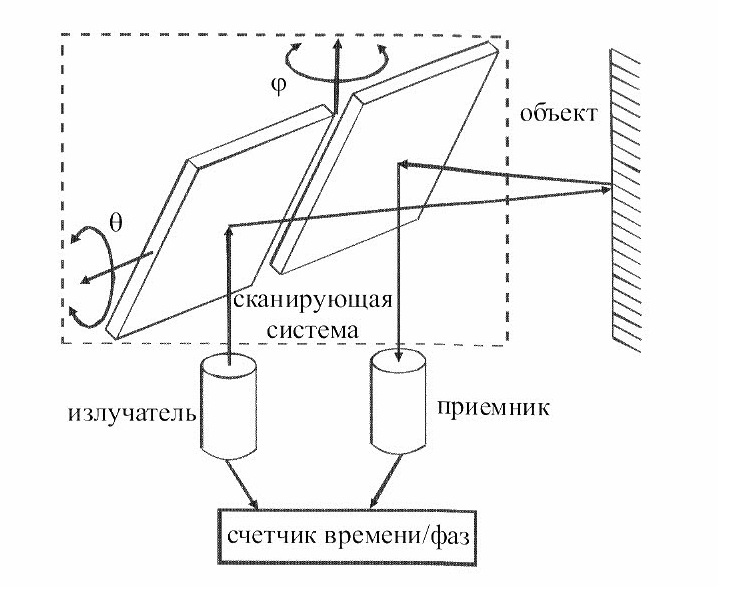
Принцип импульсного/фазового методов измерения расстояний

#### Импульсный метод измерения расстояний
Импульсный метод измерения расстояний основан на измерении времени прохождения сигнала от приёмо-передающего устройства до объекта и обратно. Зная скорость распространения электромагнитных волн c, можно определить расстояние как
{\displaystyle R={\frac {c\tau }{2}}},
где τ — время, измеряемое с момента подачи импульса на лазерный диод до момента приёма отражённого сигнала.
Импульсный метод измерения расстояний по точности уступает фазовому методу. Это происходит потому, что фактическая точность каждого измерения зависит от ряда параметров, каждый из которых может оказать влияние на точность конкретного измерения. Таковыми параметрами являются:
- длительность и форма (в частности, крутизна переднего фронта) зондирующего импульса
- отражательные характеристики объекта
- оптические свойства атмосферы
- текстура и ориентация элементарной поверхности объекта вызвавшей отражение зондирующего луча по отношению к линии визирования

#### Фазовый метод измерения расстояний
Фазовый метод измерения расстояний основан на определении разности фаз посылаемых и принимаемых модулированных сигналов. В этом случае расстояние вычисляется по формуле
{\displaystyle R={\frac {\varphi _{\text{2R}}c}{4\pi f}}},
где φ2R — разность фаз между опорным и рабочим сигналом;
f — частота модуляции.
Режим работы фазоизмерительного устройства зависит от его температуры, с изменением которой незначительно изменяется фаза сигнала. Вследствие этого точное начало отсчета фазы определить нельзя. С этой целью фазовые измерения повторяются на эталонном отрезке (калибровочной линии) внутри прибора. Главное преимущество фазового метода измерения — более высокая точность, которая может достигать единиц миллиметров.

## Программное обеспечение. Классификация. Примеры

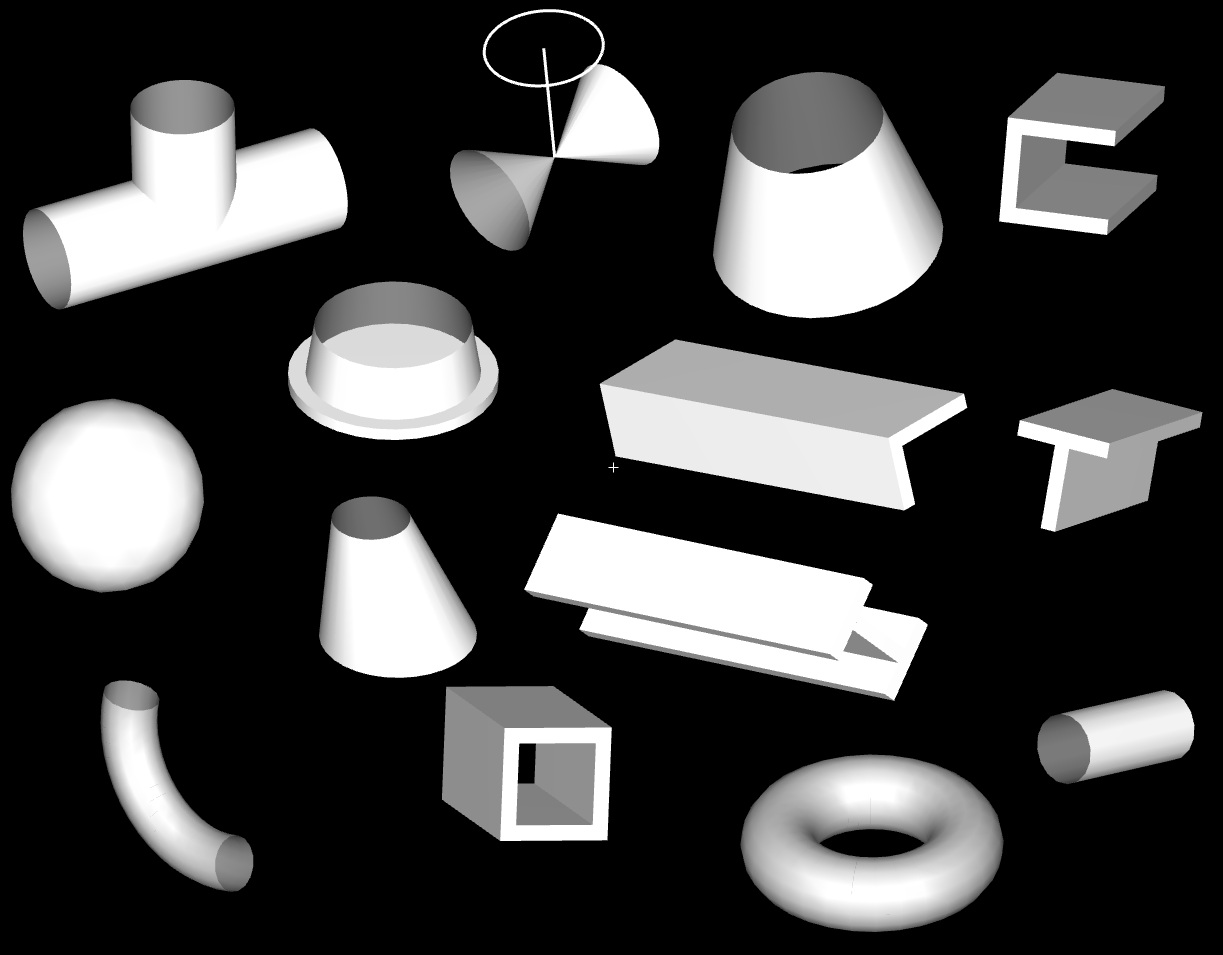